# Caneta (futebol)
Uma "caneta" (ou, no Brasil: túnel, canetinha, janelinha, rolinho, ovinho, tabaca, em Angola: caguero, em Portugal: cueca, rata, ova) é uma habilidade usada principalmente no Futebol, mas também no hóquei em campo, hóquei no gelo e basquete. O objetivo é chutar, rolar, driblar, arremessar ou empurrar a bola (ou disco) entre as pernas (pés) do adversário.

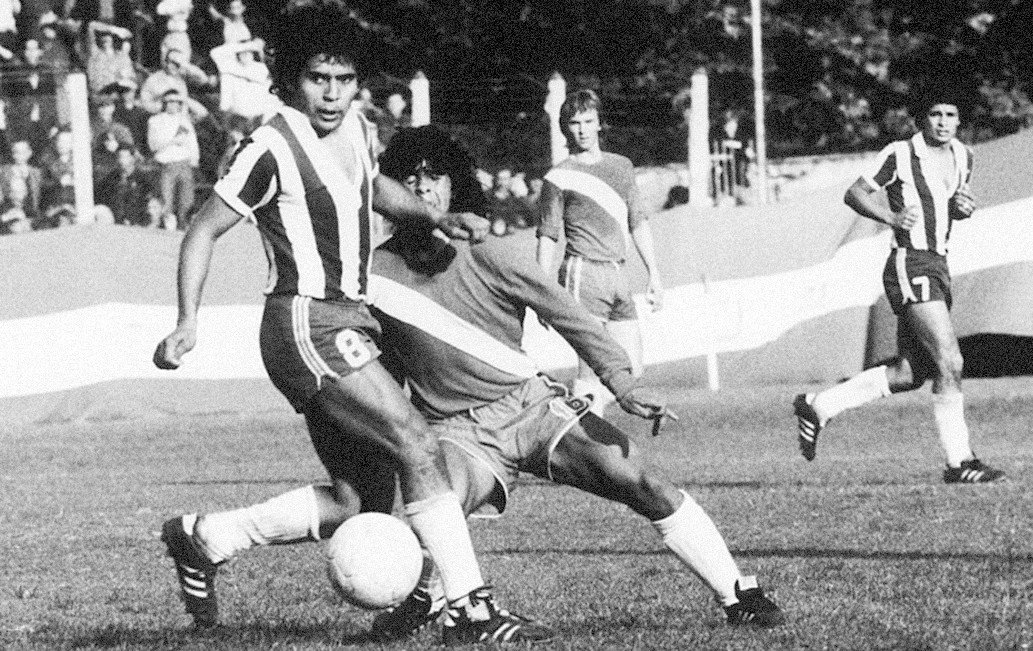
A famosa caneta de Diego Maradona contra o rival Juan Cabrera, o dia em que estreou na Primera División argentina, jogando pelo Argentinos Juniors, em 20 de outubro de 1976

## Expoentes no futebol

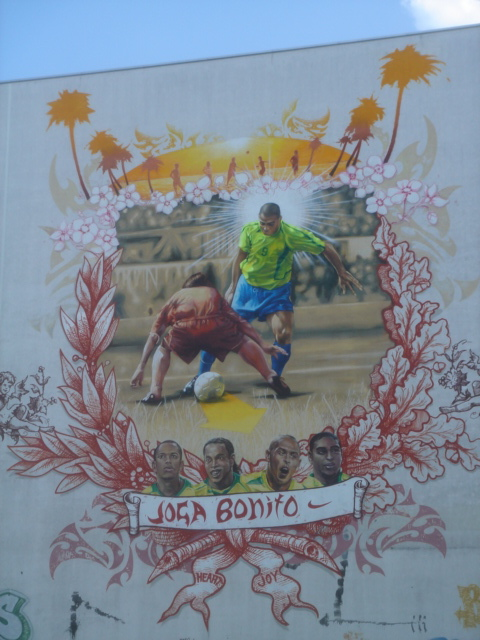
Mural de Ronaldo nutmegging um jogador adversário, com a legenda "Joga bonito" (jogo bonito) na parte inferior. O trabalho em Berlim foi encomendado pela Nike antes da Copa do Mundo de 2006 na Alemanha

Chutar a bola pelas pernas de um oponente para passar a bola por elas e voltar ao jogador original é uma habilidade de drible que é comumente usada entre jogadores de futebol. Devido à sua eficácia e visualmente impressionante, é muito popular entre os jogadores e pode ser visto com frequência sendo tentado várias vezes ao longo de um jogo, seja por um único jogador ou por muitos jogadores diferentes. Alguns dos praticantes mais notáveis incluem Ronaldo, Ronaldinho, Robinho, Neymar, Luis Suarez, Lionel Messi, Eden Hazard e Tobin Heath. Suarez, em particular, é conhecido por ter uma propensão para executá-lo constantemente, o que levou ao banner e dizendo 'Suarez e o rei da caneta'. durante o tempo que passou no Liverpool tem que ser pelas pernas, pois o jogador está de frente para você e não para as costas.

## Origem do termo
No jargão futebolístico brasileiro, dar uma caneta (ou passar uma caneta) é o ato de passar a bola entre as pernas de um adversário.
Ausente de dicionários portugueses, essa acepção do substantivo feminino “caneta” pode ser encontrada no Houaiss (“finta em que um jogador faz a bola passar entre as pernas de um adversário”) e no Aurélio (“ato de passar a bola entre as pernas do adversário”)

## Em outros esportes
Na Associação Nacional de Basquete, Manu Ginóbili e Jamaal Tinsley empregam o passe entre as pernas. Alguns comentaristas também usam o termo " cinco buracos " sempre que isso acontece. O termo "cinco buracos" é usado no hóquei no gelo quando o disco passa entre as pernas do goleiro e entra no gol.

## Em outros idiomas
- Nos países de língua espanhola Argentina, Colômbia, Chile, Espanha e México, é chamado de "túnel" ou "caño".
- No Austrália é chamado de a "nutmeg " ou "Nuddie".
- No Botswana é chamado de "kitchen" ou "keafeta"
- No Inglês britânico é chamado de a "Nutmeg".
- No Brunei é chamado de "lasut" ou "ole".
- Na China é chamado de "Chuandang" (穿裆)
- Na Dinamarca, Suécia e Noruega é chamado de "tunnel".
- Em Gana é chamado de "SULIA"
- Na Itália é chamado de "tunnel".
- No Inglês jamaicano chama-se "salad".
- Na Mauritânia é chamado de "Yali".
- No Myanmar é chamado de "phaung gyar hte' htae"
- Na Namíbia é chamado de "Junjie" ou "Kootjie"
- No Paquistão é chamado de "Chadda" ou "panna"
- No Peru é chamado de "huacha."
- No Senegal é chamado de "yalli"
- Em Serra Leoa é chamado de "under waise" ou "under cellar"
- Na Tailandia é chamado de "ลอดดาก" ou "ดากไหม้".
- Em Trinidad & Tobago é chamado de "breed"
- No Zâmbia é chamado de a "pomo ou Olilo"
- No Zimbabwe é chamado de "deya, window ou umbhoko"
- Muitos outros países europeus / latinos e africanos são chamados de "panna", uma palavra do Suriname.